# The Gerogerigegege
The Gerogerigegege (ザ・ゲロゲリゲゲゲ) est un groupe japonais de musique bruitiste fondé en 1985 par Juntaro Yamanouchi et Gero 30. Le groupe est réputé pour ses performances scéniques provocatrices impliquant nudité et masturbation, ainsi qu'une discographie prolifique souvent produite en tirage limité. Après une période d'inactivité de 15 ans, The Gerogerigegege retourne sur la scène musicale en 2016.

## Historique
The Gerogerigegege est fondé en 1985 par Juntaro Yamanouchi, qui est le seul membre permanent du groupe. Gero 30 est également un membre fondateur. Yamanouchi et Gero 30 se rencontrent dans un club sadomasochiste de Tokyo, au sein duquel ils travaillent comme plongeurs. « Gerogerigegege » peut se traduire par « Vomidiarrhéebeurkbeurkbeurk ». Leur discographie est prolifique et est souvent produite à tirage limité. Son caractère transgressif et étrange leur acquiert une notoriété internationale.
Gerogerigegege, paru en 1985, est l'un des premiers albums du groupe japonais. Il présente une approche différente de leurs œuvres ultérieures plus provocatrices. D'après Tiny Mix Tapes, il s'agit d'un disque représentatif de l'émergence du mouvement Japanoise dans les années 1980 et il possède une sonorité distante et hypnotique, où rythmes, riffs et cris lointains apparaissent et disparaissent au fil de six longs morceaux.
Dans leur album Showa, l'hymne national japonais ouvre et clôt un long enregistrement de relations sexuelles. Une autre de leurs œuvres, Art Is Over, consiste en un tentacule de poulpe dans un boîtier de cassette audio.
En 1992, le groupe publie l'album live Tokyo Anal Dynamite, dans lequel il joue 75 morceaux de hurlements en 40 minutes, dans un style grindcore et bruitiste. AllMusic considère cet album comme l'œuvre « la plus pure » et « la plus stupéfiante » du groupe et comme l'un des classiques de la musique bruitiste. En 1994, The Gerogerigegege sort l'album studio Instruments Disorder, qui suit un procédé similaire. Pour Sputnikmusic, l'album pousse le rock à ses limites extrêmes.
Yamanouchi disparaît en 2001, laissant le groupe inactif. Son héritage perdure cependant, notamment à travers l'album hommage Art Is Over: A Tribute to The Gerogerigegege, sorti en 2015 sur le label Ontregeld Geluid Records.
Le groupe fait un retour inattendu en 2016 avec l'album Moenai hai (en français : « Cendres incombustibles »), publié sur le label Eskimo Recordings de Jun Konagaya,,. En 2019, The Gerogerigegege sort Uguisudani Apocalypse via le label The Trilogy Tapes. L'album, que Tiny Mix Tapes estime surprenant en raison de son contraste avec les œuvres antérieures du groupe, mélange lounge, boogie et funk.

## Style

### Musical
L'œuvre de Gerogerigegege est principalement constituée de compositions bruitistes utilisant distorsion et larsen, ainsi que de sons de masturbation, réalisés sur scène par Gero-30. Leur musique est satirique,, critique la culture populaire et est cacophonique. BMA Mag les associe à la musique industrielle et au harsh noise.

### Scénique
Les performances scéniques du groupe impliquent nudité, masturbation et coprophagie. Lors de l'un de leurs concerts, ils incinèrent leurs propres disques.